# Lamproglena cirrhinae
Lamproglena cirrhinae is een eenoogkreeftjessoort uit de familie van de Lernaeidae. De wetenschappelijke naam van de soort is voor het eerst geldig gepubliceerd in 1985 door Kuang & Qian.